# 人巨细胞病毒
人巨细胞病毒（英語：Human cytomegalovirus，HCMV）或称人类疱疹病毒第五型（英語：Human betaherpesvirus 5，HHV-5），属于β疱疹病毒亚科，是巨细胞病毒（CMV）中以人类为宿主的一种DNA病毒。HCMV因其细胞病变效应而得名，感染后可引发核周和细胞质包涵体的产生以及细胞肿胀。在人类疱疹病毒（HHV）中，HCMV具有最大的基因组长度，约240kbp。尽管HCMV的增殖周期较慢，它的基因表达调控类似于α疱疹病毒，会产生IE、E和L等基因产物呈序列性出现。若基于病毒的基因组或表型进行分析，HCMV中可含有无数独特的毒株。利用限制性酶切分析，可从流行病学角度上区分亚型。在实验室环境中培养的毒株一般会损失10-15kbp的基因，因此对病毒屈性有一定限制作用。

## 病毒学
HCMV属于疱疹病毒中的一种，是现今被发现的最大的DNA病毒和蛋白嵌合体，蛋白种类繁多。1956年，HCMV病毒首次从人体样本中分离而出。其DNA由线状双链分子组成，长度可达240kbp。其病毒颗粒一般直径为150-200nm，有单层或双层的类脂蛋白套膜。在脂质层外有多种糖蛋白，负责对宿主细胞的粘附与入侵。HCMV病毒至少具有165种编码蛋白，不同的毒株内可能会有更多开放阅读框。这些编码蛋白绝大部分是高度保守的，分布在病毒的衣壳、被膜以及包膜中。其基因表达因而非常复杂，其中包括蛋白转录、非编码RNA和asRNA的多腺苷酸化等，且现有研究对HCMV绝大多数转录本的功能依旧不了解。
受HCMV感染的细胞种类包括成纤维细胞、内皮细胞、上皮细胞和髓细胞，不同的细胞种类决定了HCMV进入宿主细胞是基于膜融合或pH介导的胞吞作用。其中，膜融合适用于成纤维细胞，这一过程由gH/gL/gO蛋白复合体介导。另一种方式则常见于内皮及上皮细胞，需要利用一种由gH/gL/UL128/UL130/UL131组成的五聚体来介导。

## 流行病学
HCMV属于一种流行普遍的病毒，但它具有种属特异性，只会感染人类群体。HCMV的主要宿主细胞是人类血管内皮细胞以及白细胞，但只有在前者中会呈现独特的细胞核包涵体，一般会俗称为“猫头鹰眼睛”。在全世界范围内有至少50%以上的人群体内存在相应的抗体，一些较落后地区的感染率更高。受HCMV感染后的主要特征是会抑制宿主的免疫应答，这导致它成为艾滋病人最常具有的伺机性感染。
对HCMV的传播模式至今没有准确的定论，现今的共识为它可通过感染者的体液进行传染，包括常规的体液交换、性行为、输血以及器官移植等多种方式。